# Ada Cavendish
Ada Cavendish, (1839 – 5 de Outubro de 1895), foi uma atriz britânica conhecida por seus papéis Shakespearianos, e por popularizar os jogos de Wilkie Collins na América.
Depois de sua estréia em 1863, a partir de burlesques musicais por FC Burnand e outros. Cavendish tornou-se conhecida por interpretar heroínas de Shakespeare tais como Juliet, Beatrice e Rosalind. Foi enterrada no Kensal Green Cemetery